# 潘仲徽
潘仲徽（1536年—1568年），字克典，號薦石，福建福州府侯官縣人，民籍，明朝政治人物。

## 生平
嘉靖三十七年（1558年）戊午科福建鄉試第六名舉人。易四房，嘉靖四十四年（1565年）中式乙丑科三甲第一百零三名進士。户部观政，隆慶二年（1568年）卒。

## 家族
曾祖潘裕，壽官；祖父潘景；父潘積中，母吳氏。兄伯徵、弟叔衡、季德、季循、季復。